# Agrilus aberlenci
Agrilus aberlenci é uma espécie de inseto do género Agrilus, família Buprestidae, ordem Coleoptera.
Foi descrita cientificamente por Curletti, 1997.